# Торе Пеличе
Торе Пеличе (итал. Torre Pellice) је насеље у Италији у округу Торино, региону Пијемонт.
Према процени из 2011. у насељу је живело 4043 становника. Насеље се налази на надморској висини од 539 м.

## Становништво
Према резултатима пописа становништва 2011. у општини је живело 4.573 становника.
| 1931. | 1936. | 1951. | 1961. | 1971. | 1981. | 1991. | 2001. | 2011. |
| ----- | ----- | ----- | ----- | ----- | ----- | ----- | ----- | ----- |
| 4.762 | 4.912 | 5.049 | 4.642 | 4.732 | 4.661 | 4.601 | 4.570 | 4.573 |

## Партнерски градови
- Гвардија Пјемонтезе
- Valdese, North Carolina